# شاپرک خاکستری
شاپرک خاکستری (نام علمی: Coleophora cinerea) نام یک گونه از سرده غلاف‌دارها است.